# Liste des ministres des Transports d'Écosse
Cet article contient la liste des ministres des Transports d'Écosse.

## Liste des ministres
| Nom                                                                  | Nom                                           | Gouvernement                                  | Début du mandat                               | Fin du mandat                                 |
| Ministre des Transports et de l'Environnement                        | Ministre des Transports et de l'Environnement | Ministre des Transports et de l'Environnement | Ministre des Transports et de l'Environnement | Ministre des Transports et de l'Environnement |
| -------------------------------------------------------------------- | --------------------------------------------- | --------------------------------------------- | --------------------------------------------- | --------------------------------------------- |
|                                                                      | Sarah Boyack                                  | Dewar                                         | 17 mai 1999                                   | 11 octobre 2000                               |
| Ministre des Transports                                              |                                               |                                               |                                               |                                               |
|                                                                      | Sarah Boyack                                  | McLeish                                       | 27 octobre 2000                               | 22 novembre 2001                              |
| Ministre des Entreprises, des Transports et de la Formation continue |                                               |                                               |                                               |                                               |
|                                                                      | Wendy Alexander                               | McConnell I                                   | 22 novembre 2001                              | 4 mai 2002                                    |
|                                                                      | Iain Gray                                     | McConnell I                                   | 4 mai 2002                                    | 27 mars 2003                                  |
| Ministre des Transports et des Télécommunications                    |                                               |                                               |                                               |                                               |
|                                                                      | Nicol Stephen                                 | McConnell II                                  | 20 mai 2003                                   | 27 juin 2005                                  |
|                                                                      | Tavish Scott                                  | McConnell II                                  | 27 juin 2005                                  | 30 janvier 2006                               |
| Ministre des Transports                                              |                                               |                                               |                                               |                                               |
|                                                                      | Tavish Scott                                  | McConnell II                                  | 30 janvier 2006                               | 16 mai 2007                                   |